# Cannon Kingsley
Cannon Kingsley (* 6. Mai 2001 in Minneola, Florida) ist ein US-amerikanischer Tennisspieler.

## Karriere
Kingsley führte als Junior das Ranking der Junioren in den USA an. In der Klasse der Schulabsolventen 2019 war er an Position 2 gesetzt.
Zwischen 2016 und 2019 spielte Kingsley auf der ITF Junior Tour. Dabei nahm er an sieben Grand-Slam-Turnieren teil, wo sein bestes Resultat im Einzel das Halbfinale 2019 bei den US Open war, als er gegen seinen Landsmann Emilio Nava verlor. Im Doppel zog er mit selbigem Anfang des Jahres bei den Australian Open ins Endspiel ein. Sie unterlagen dort den Tschechen Jonáš Forejtek und Dalibor Svrčina. Der Titel im Einzel beim J1 Santa Croce sull’Arno 2019 war sein größter Titel mit der Kategorie Grade 1. In der Junioren-Rangliste erreichte er mit Platz 10 seine höchste Notierung im März des Jahres. 
2019 begann Kingsley ein Studium an der Ohio State University, wo er auch College Tennis spielte. In den Jahren 2020, 2022 und 2023 wurde er dort zum All-American im Einzel gewählt. Aktuell ist noch für die Saison 2023/2024 an der Hochschule eingeschrieben.
Profiturniere spielte Kingsley zunächst eher seltener während des Studiums. 2021 gelang ihm auf der drittklassigen ITF Future Tour viermal der Einzug unter die letzten vier Spieler, zweimal davon verlor er erst im Endspiel, womit er in der Weltrangliste in die Top 700 einstieg. 2022 ging er häufiger bei Challengers in den USA an den Start, wo er zunächst kaum Matches gewann. Nach seiner dritten Endspiel-Niederlage im Juli 2023 überzeugte Kingsley in Lexington das erste Mal bei einem Challenger; mit drei Siegen stand er im Halbfinale, wo er Arthur Cazaux unterlag. Zu der Qualifikation der US Open erhielt er eine Wildcard, die er nicht siegreich nutzen konnte. Stattdessen kämpfte er sich beim Challenger an seiner Hochschule in Columbus ein zweites Mal in ein Challenger-Halbfinale. In der Weltrangliste stieg er bis Platz 413. In der Doppelkonkurrenz, auf die Kingsley weniger Fokus legt, kam er in Knoxville im November 2023 an der Seite von Luis David Martínez zu seinem ersten Challenger-Titel und damit einhergehend auch zu einem Platz in den Top 500.

## Erfolge
| Legende (Anzahl der Siege) |
| Grand Slam                 |
| ATP Finals                 |
| ATP Tour Masters 1000      |
| ATP Tour 500               |
| ATP Tour 250               |
| ATP Challenger Tour (2)    |

### Doppel

#### Turniersiege
| Nr. | Datum             | Turnier   | Belag         | Partner             | Finalgegner                | Ergebnis  |
| --- | ----------------- | --------- | ------------- | ------------------- | -------------------------- | --------- |
| 1.  | 11. November 2023 | Knoxville | Hartplatz (i) | Luis David Martínez | Mac Kiger Mitchell Krueger | 7:63, 6:3 |
| 2.  | 13. Juli 2024     | Winnipeg  | Hartplatz     | Christian Harrison  | Yūta Shimizu Kaichi Uchida | 6:1, 6:4  |